# CSF CFR 1933 Timișoara
Clubul Sportiv de Fotbal CFR 1933 Timișoara, cunoscut sub numele de CSF CFR 1933 Timișoara, sau simplu ca CFR Timișoara, este un club de fotbal din Timișoara, România, ce evoluează în prezent în Liga a VI-a. Cele mai mari performanțe ale echipei sunt locul 2 în Divizia A în sezonul 1947-1948 și finala Cupei României din același sezon. Culorile clubului sunt alb vișiniu iar porecla echipei este leoparzii vișinii.

## Istoric
În anul 1919 ia ființă la Timișoara, CS Sparta CFR, care în 1926 fuzionează cu Unirea și devine Sparta Unirea CFR. În 1927, Sparta Unirea CFR se autodesființează, reapărând în 1933 sub denumirea de CFR, echipă care marchează doar două prezențe divizionare până în cel de-Al Doilea Război Mondial: 1937-1938, locul 5, în Liga de Vest, Divizia C și 1940-1941, locul 6, în seria I a Diviziei B. 
În sezonul 1942-1943 participă în Cupa Eroilor, competiție care a înlocuit Divizia B din 1942 până în 1944, unde ocupă locul 3.

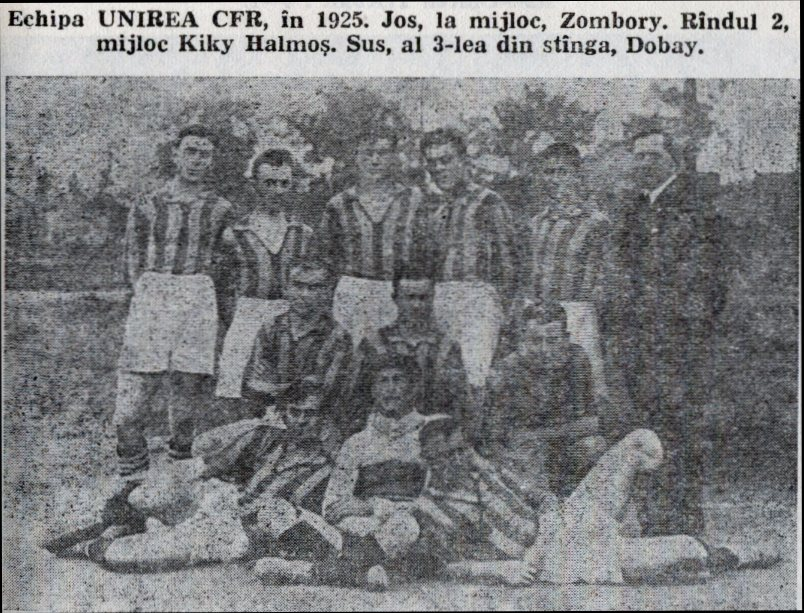
Unirea CFR Timișoara in 1925

În 1945-1946, CFR ocupă locul 2 în campionatul Timișoarei, iar în vara anului 1946, după un meci de baraj cu Politehnica Timișoara, promovează în Divizia A, echipa fiind condusă de antrenorul jucător R. Kotormany. 
În sezonul 1947-1948 reușește să ajungă în finala Cupei României pe care însă o pierde în fața echipei ITA Arad și termină pe locul 2 în Divizia A, în urma aceleiași ITA Arad. Până în 1956 inclusiv, CFR Timișoara (din 1950 devenită Locomotiva) activează numai în Divizia A. Au urmat apoi 8 campionate în Divizia B (în 1958-1959 echipa revine la denumirea de CFR) pentru ca, în mod surprinzător, în 1965, să retrogradeze în Divizia C. Revine însă după un an în Divizia B, sub conducerea antrenorului Nicolae Godeanu. 
În 1969-1970 are loc o acțiune de reorganizare a fotbalului timișorean, prilej cu care CFR cedează Politehnicii o parte din jucătorii săi. Deși lipsită de șansa promovării, CFR produce marea surpriză revenind în Divizia A, după 13 ani, la sfârșitul campionatului 1969-1970. Fericirea CFR-ului nu a durat decât un an (1970-1971), deoarece echipa a revenit în Divizia B, unde a rămas până în 1979, când a retrogradat în Divizia C. De aici, după numai un an, a revenit în eșalonul secund unde a rămas până în 1986. Au urmat alți doi ani în eșalonul 3 (1986-1988) și, în continuare, are o participare onorabilă în Divizia B, pe care o părăsește totuși, la sfârșitul campionatului 1996-1997, pentru a rămâne alți trei ani în Divizia C de unde, la finele campionatului 1999-2000 (locul 17 în seria a IV-a), retrogradează în campionatul județean. 
În sezonul 2003-2004 revine în Divizia C, iar în 2004-2005 promovează în Divizia B, unde a evoluat până în sezonul 2009-2010, când a fost exclusă din campionat din cauza unor restanțe financiare față de doi foști jucători, dar și pentru neplata unor baremuri de arbitraj.

## Palmares
- Cupa României
  - finalistă (1947-1948)
- Liga I
  - locul 2 (1947-1948)
  - locul 3 (1946-1947)
- Liga a II-a
  - locul 1 (1969-1970)
- Liga a III-a
  - locul 1 (1965-1966, 1979-1980, 1987-1988, 2004-2005)
- Liga a IV-a
  - locul 1 (2003-2004)
- Liga a V-a
  - locul 1 (2010-2011)

## Jucători importanți
Dumitru Seceleanu
- Ioan Gonciari
- Aurel Boroș
- Ioan Barna
- Ștefan Rodeanu
- Petre Cojereanu
- Iosif Ritter
- Iosif Lereter
- Constantin Woronkowski
- Sorin Floarea
- Gheorghe Moniac
- Gavril Serfözö
- Nicolae Reuter
- Iosif Kovacs
- Emil Avasilichioaie
- Petru Bădeanțu
- Dumitru Pavlovici
- Kiky Halmoș
- Gheorghe Ranița
- Francisc Fabian
- Ion Munteanu
- Ion Liță Dumitru
- Dumitru Bandu
- Dumitru Calinin
- Lazăr Pârvu
- Aurel Șunda
- Ernest Eles
- Ciopraga
- Arsenie Hergane
- Gheorghe Chimiuc
- Teodor Floares
- Vasile Donca
- Vasile Gaboraș
- Borislav Panici
- Radoslav Nestorovici
- Victor Cioroparu
- Cicerone Manolache
- Nicolae Hangan
- Ioan Asa
- Ludovic Tătar
- Lazăr Pârvu
- Marin Bojin
- Mircea Racelescu
- Adalbert Kovacs
- Adalbert Androvitz
- Octavian Brânzei
- Szalocky
- Leonida Nedelcu
- Iosif Rotariu
- Popescu Octavian
- Cristian Florescu
- Ovidiu Panaitescu
- Valentin Velcea
- Mihail Majearu
- Petru Țurcaș
- Andrei Urai
- Iosif Szijj
- Iosif Kocsisan
- Cristian Contescu
- Emilian Diaconescu
- Ovidiu Brehui
- Sorin Gheju
- Alin Artimon
- Florin Bătrânu
- Cosmin Bar
- Constantin Bumbac
- Ioan Mera
- Iasmin Latovlevici
- Adrian Popovici
- Dragoș Grigore
- Dejan Pecarov
- Milan Vukasinovic
- Cristian Scutaru
- Cristian Daminuță
- Florin Dochița
- Gabriel Torje
- Sergiu Scarlatescu
- Bogdan Străuț
- Uroš Milosavljević
- Mircea Axente
- Dragoș Drăgălina
- Ciprian Străuț
- Marko Jovanovic

## Internaționali importanți
- Rudolf Bürger
- Nicolae Kovács
- Adalbert Steiner
- Silviu Bindea
- Gheorghe Ciolac
- Vasile Deheleanu
- Ștefan Dobay
- István Klimek
- Rudolf Kotormány
- Stanislau Konrad
- József Moravetz
- Sándor Schwartz
- Vilmos Zombori
- Vasile Chiroiu
- Dumitru Pavlovici

## Fotbal feminin
Echipa de fotbal feminin a clubului a terminat pe locul a 3-lea în sezoanele 2016-17 și 2017-18 al Superligii române.